# Sulawesibergbrilvogel
De sulawesibergbrilvogel (Heleia squamiceps synoniem: Lophozosterops squamiceps) is een zangvogel uit de familie Zosteropidae (brilvogels).

## Verspreiding en leefgebied
Deze soort is endemisch in de bergen van het Indonesische eiland Sulawesi en telt zes ondersoorten:
- H. s. heinrichi: noordwestelijk Sulawesi.
- H. s. striaticeps: het noordelijk-centraal Sulawesi.
- H. s. stresemanni: noordoostelijk Sulawesi.
- H. s. stachyrina: het zuidelijk-centraal Sulawesi.
- H. s. squamiceps: zuidelijk Sulawesi.
- H. s. analoga: zuidoostelijk Sulawesi.

## Status
De grootte van de populatie is niet gekwantificeerd maar de soort wordt omschreven als algemeen. Op de Rode lijst van de IUCN heeft deze soort de status niet bedreigd.